# Рубенс, Пол
Пол Ру́бенс (англ. Paul Reubens, настоящее имя Пол Рубенфельд (англ. Paul Rubenfeld); 27 августа 1952, Пикскилл, Нью-Йорк — 30 июля 2023, Лос-Анджелес, Калифорния) — американский актёр-комик, сценарист и продюсер, наиболее известный благодаря роли комического персонажа Пи-Ви Хермана.

## Ранняя жизнь
Пол Рубенфельд родился в городе Пикскилл, штат Нью-Йорк в еврейской семье, принадлежавшей к реформистскому иудаизму. Его отец служил в Военно-воздушных силах США и Королевских военно-воздушных силах Великобритании во время Второй мировой войны, а затем в Военно-воздушных силах Израиля во время арабо-израильской войны в 1948 году. Родители владели магазином ламп, мать также работала школьной медсестрой на добровольческой основе. Помимо него в семье было ещё двое младших детей. Родители поженились 20 апреля 1951 года. Сначала Рубенфельды жили в городе Онеонта, штат Нью-Йорк, а в 1961 переехали в Сарасоту, штат Флорида , где Рубенс провёл всё детство. По словам актёра причиной переезда была нелюбовь родителей к холодному климату Нью-Йорка. По его воспоминаниям, отец построил в подвале их дома небольшую сцену, чтобы Пол мог там разыгрывать сценки и небольшие пьесы с братом и сестрой . Первый раз вышел на сцену в одиннадцать лет в спектакле «Тысяча клоунов», поставленному по одноимённой пьесе. С одиннадцати и до семнадцати лет Рубенс играл небольшие роли в театре Асоло.

## Карьера
Рубенс дебютировал в роли Пи-Ви Хермана в 1978 году. Этот персонаж появлялся в ряде художественных фильмов, самым знаменитым из которых был фильм 1985 года «Большое приключение Пи-Ви». В 1981—1988 годах Рубенс выступил в качестве режиссёра двух телефильмов и шести эпизодов одного сериала.
26 июля 1991 года Рубенс был арестован за мастурбацию в публичном месте (это был кинотеатр для эротических фильмов). Этот случай широко обсуждался в прессе и привёл к тому, что телеканалы расторгли контракты с Рубенсом, а он сам пропал из шоу-бизнеса. В 2002 году его имя упоминалось в связи с проводившимся ФБР расследованием сети детской порнографии.

## Семья
- Прадед по матери — Моррис Розен (1875—1960), адвокат. Родился в Риге, уехал в США в 16 лет.
- Дед по матери — Пол Розен (1897—1974), адвокат.
- Бабушка по матери — Лилиан Милштейн Розен (1904—1984), родилась в Олбани, штат Нью-Йорк. По воспоминаниям Пола именно она привила ему любовь к актёрству, водя его с Эбби в театр. Умерла от рака.
- Дед по матери — Пол Розен (1897—1974), адвокат.
- Отец — Милтон Рубенфельд (1919—2004). Совместно с женой владел магазином ламп в Сарасоте. До переезда туда был владельцем магазина подержанных автомобилей Mercury-Lincoln[9]. Ветеран, участник Второй Мировой войны и Войны за независимость Израиля в качестве пилота. Являлся одним из пяти пилотов-основателей военно-воздушных сил Израиля.  Появился в маленькой роли в фильме «Коротышка — большая шишка» (1988). Умер 21 февраля 2004 года в Сарасоте от рака . Пол ухаживал за отцом в период болезни.
- Мать — Джуди Рубенфельд (дев. Розен) (1928—2019). Домохозяйка, до замужества работала учительницей начальных классов, периодически работала в магазине ламп, принадлежавшем им с мужем[6]. Появилась в маленькой роли в фильме «Коротышка — большая шишка» (1988). Умерла 28 января 2019 года в Лос-Анджелесе[6] от болезни Альцгеймера.
- Сестра — Эбби Рубенфельд (род. 1953). Адвокат по гражданским правам[6], живёт в Нэшвилле, штат Теннесси, младше Пола на 13 месяцев.
- Племянница — Лили Албертс.
- Племянница — Сара Албертс.
- Брат — Люк Рубенфельд (род. 1958). Бизнесмен.

## Личная жизнь

#### Отношения
Рубенс никогда не был женат, детей нет. Был известен тем, что обычно ничего не рассказывал о своей личной жизни и романтических отношениях публично и принципиально отказывался обсуждать эти темы с журналистами.
После выхода фильма «Коротышка — большая шишка» в 1988 году появились слухи о романе Пола Рубенса с актрисой Валерией Голино, исполнившей в фильме главную женскую роль, но сами актёры никак не комментировали эту информацию.
С 1993 по 1999 год встречался с актрисой Деби Мейзар и говорил, что она помогла ему справиться с депрессией, которая началась после ареста в 1991 году. В интервью 2018 года сама Мейзар рассказала, что, несмотря на влюблённость, они с Рубенсом никогда не вступали в сексуальную связь друг с другом и у них были платонические отношения.

#### Разное
Актёр много курил с молодости, и это привело к тому, на съёмках детской передачи про Пи-ви Германа был специальный человек, в обязанности которого входило следить за тем, чтобы дети, также снимавшиеся в передаче или приходившие на съёмочную площадку в рамках программы Make-a-Wish, не увидели Рубенса в образе Пи-ви Германа с сигаретой. Несмотря на длительную вредную привычку Пол бросил курить до 2016 года.
По словам Рубенса многие люди обращались к нему как к персонажу Пи-ви Герману, даже когда он был не в образе.
У Пола Рубенса было 4 кошки: Коко, Сэм, Хьюго и Генри.
Актёр обожал коллекционировать различные необычные вещи, игрушки и предметы китча. По словам самого Пола так у него проявлялось обсцессивно-компульсивное расстройство.
По рассказам сестры и друзей в жизни Рубенс был очень тихим, добрым, щедрым и скромным человеком.

## Pee-wee as Himself (документальный фильм от HBO Max)
В марте 2021 было объявлено, что братья Сафди спродюсируют документальный фильм для HBO о жизни и карьере Пола Рубенса, Мэтт Вольф был заявлен как режиссёр. Создатели фильма успели отснять около сорока часов интервью с самим актёром и ещё около 900 часов интервью с его семьёй, друзьями и коллегами. 10 ноября 2024 года показали небольшой отрывок из фильма и сообщили, что он будет называться Pee-wee as Himself. 12 декабря 2024 объявили, что премьера документального фильма состоится на кинофестивале «Сандэнс» 23 января 2025 года. 23 января 2025 года  на кинофестивале «Сандэнс» состоялась премьера документального фильма "Pee-wee as Himself" (рус. "Пи-ви в роли самого себя"). Фильм получил положительные отзывы критиков.

## Болезнь и смерть
За 6 лет до смерти Рубенсу диагностировали рак лёгких, от которого он довольно быстро вылечился и восстановился. Однако вскоре после актёру диагностировали опухоль мозга, которую врачи также успешно удалили, но после этого у Рубенса обнаружили острый миелоидный лейкоз. Во время лечения он не сообщал широкой общественности о своём заболевании. Также за несколько месяцев до смерти ему диагностировали метастатический рак легких. Пол Рубенс умер вечером 30 июля 2023 года от острой гипоксемической дыхательной недостаточности, вызванной его онкологическими заболеваниями, в Седарс-Синайском медицинском центре в Лос-Анджелесе. не дожив 28 дней до своего 71-го дня рождения. О его смерти было объявлено утром следующего дня в его официальных аккаунтах в соцсетях. Представители актёра опубликовали следующий пост: 

Вчера поздним вечером мы простились с Полом Рубенсом, знаковым американским актёром, комиком, сценаристом и продюсером, чей обожаемый персонаж Пи-Ви Герман радовал поколения детей и взрослых своей позитивностью, причудливостью и верой в важность доброты. Пол храбро и приватно боролся с раком в течение многих лет с присущими ему упорством и остроумием. Одарённый и плодовитый талант, он всегда будет жить в комедийном пантеоне и наших сердцах как ценный друг и человек с замечательным характером и щедростью духа. 

 
Там же актёр оставил послание для своих фанатов, в котором извинился перед ними за то, что не рассказывал о борьбе с раком: 
Пожалуйста, примите мои извинения за то, что я публично не рассказывал о том, с чем сталкивался последние шесть лет. Я всегда чувствовал огромное количество любви и уважения от моих друзей, фанатов и сторонников. Я очень сильно вас всех любил и мне доставляло огромное удовольствие творить для вас искусство. 
Конкретные виды рака были объявлены почти через полтора месяца после смерти актёра. После смерти Пол Рубенс был кремирован и будет похоронен на кладбище Hollywood Forever.

## Избранная фильмография
| Год       |    | Русское название                         | Оригинальное название                           | Роль                      |
| --------- | -- | ---------------------------------------- | ----------------------------------------------- | ------------------------- |
| 1980      | ф  | Полуночное безумие                       | Midnight Madness                                | владелец пинбола          |
| 1980      | ф  | Братья Блюз                              | The Blues Brothers                              | официант                  |
| 1980      | ф  | Следующий фильм Чича и Чонга             | Cheech & Chong’s Next Movie                     | Пи-Ви                     |
| 1981      | ф  | Укуренные 3                              | Nice Dreams                                     | Хауи Гамбургер            |
| 1981      | с  | Морк и Минди                             | Mork & Mindy                                    | Дики Нимитз               |
| 1985      | ф  | Большое приключение Пи-Ви                | Pee-wee’s Big Adventure                         | Пи-Ви Херман              |
| 1985—2011 | с  | Субботним вечером в прямом эфире         | Saturday Night Live                             | Пи-Ви Херман              |
| 1986      | ф  | Полёт навигатора                         | Flight of the Navigator                         | Макс                      |
| 1987—1988 | с  | Улица Сезам                              | Sesame Street                                   | Пи-Ви Херман              |
| 1988      | ф  | Весельчак Пи-Ви                          | Big Top Pee-wee                                 | Пи-Ви Херман              |
| 1988      | ф  | Лунная походка                           | Moonwalker                                      | Пи-Ви Херман              |
| 1992      | ф  | Бэтмен возвращается                      | Batman Returns                                  | Такер Кобблпот            |
| 1992      | ф  | Баффи — истребительница вампиров         | Buffy The Vampire Slayer                        | Амилин                    |
| 1993      | мф | Кошмар перед Рождеством                  | The Nightmare Before Christmas                  | Шито                      |
| 1995—1997 | с  | Мерфи Браун                              | Murphy Brown                                    | Эндрю Джей Ленсинг III    |
| 1996      | ф  | Появляется Данстон                       | Dunston Checks In                               | Бак Лафарж                |
| 1996      | ф  | Матильда                                 | Matilda                                         | агент ФБР                 |
| 1997      | мф | Красавица и Чудовище: Чудесное Рождество | Beauty & The Beast: The Enchanted Christmas     | Пикколо                   |
| 1998      | ф  | Доктор Дулиттл                           | Dr. Dolittle                                    | енот                      |
| 1999      | мс | Геркулес                                 | Hercules: The Animated Series                   | н/д                       |
| 1999      | ф  | Таинственные люди                        | Mystery Men                                     | Сплин                     |
| 2000      | с  | Все любят Рэймонда                       | Everybody Loves Raymond                         | Расселл                   |
| 2001      | ф  | Кокаин                                   | Blow                                            | Дерек Фориал              |
| 2001      | с  | Элли Макбил                              | Ally McBeal                                     | Луис                      |
| 2002      | мс | Ох уж эти детки!                         | Rugrats                                         | эльф Херми                |
| 2004      | ки | —                                        | The Nightmare Before Christmas: Oogie's Revenge | Шито                      |
| 2005      | мс | Расплющенный космос                      | Tripping the Rift                               | Бог / Дьявол              |
| 2006      | с  | Рино 911!                                | Reno 911!                                       | Рик                       |
| 2006      | мс | Том идёт к мэру                          | Tom Goes to the Mayor                           | Пол                       |
| 2007      | с  | Студия 30                                | 30 Rock                                         | Герхардт                  |
| 2007      | с  | Грязь                                    | Dirt                                            | Чак Лафун                 |
| 2007      | с  | Мёртвые до востребования                 | Pushing Daisies                                 | Оскар Вибениус            |
| 2007—2009 | мс | Чаудер                                   | Chowder                                         | Рубен / вторая крыса      |
| 2009      | ф  | Жизнь в военные времена                  | Life During Wartime                             | Энди                      |
| 2009—2011 | мс | Бэтмен: Отважный и смелый                | Batman: The Brave and the Bold                  | Бэт-Майт                  |
| 2010      | ки | —                                        | Batman: The Brave and the Bold                  | Бэт-Майт                  |
| 2010      | мс | Время приключений                        | Adventure Time                                  | главный гном / жук-танцор |
| 2011      | мф | Смурфики                                 | The Smurfs                                      | Хохмач                    |
| 2012      | мс | Трон: Восстание                          | Tron: Uprising                                  | Павел                     |
| 2013      | мф | Смурфики 2                               | The Smurfs 2                                    | Хохмач                    |
| 2013      | ки | —                                        | The Smurfs 2                                    | Хохмач                    |
| 2013      | мс | Кунг-фу панда: Удивительные легенды      | Kung Fu Panda: Legends of Awesomeness           | Жу-Лонг                   |
| 2014      | мс | Черепашки-ниндзя                         | Teenage Mutant Ninja Turtles                    | сэр Малачи                |
| 2014      | мс | Санджей и Крейг                          | Sanjay and Craig                                | Бенджи Уорлин             |
| 2014      | мф | LEGO Бэтмен: В осаде                     | Lego DC Comics: Batman Be-Leaguered             | Бэт-Майт                  |
| 2014      | мс | Звёздные войны: Повстанцы                | Star Wars Rebels                                | RX-24                     |
| 2014      | мс | Финес и Ферб                             | Phineas and Ferb                                | профессор Парентезис      |
| 2014—2015 | с  | Чёрный список                            | The Blacklist                                   | мистер Варгас             |
| 2014—2016 | мс | Американский папаша!                     | American Dad!                                   | Уайатт Борден             |
| 2015      | с  | Портландия                               | Portlandia                                      | адвокат чудаков           |
| 2015      | мс | Турбо: Молниеносная команда              | Turbo Fast                                      | Тайко                     |
| 2015      | ки | —                                        | Minecraft: Story Mode                           | Айвор                     |
| 2015—2017 | мс | Супергерой на полставки                  | Penn Zero: Part-Time Hero                       | разные персонажи          |
| 2016      | ки | —                                        | Call of Duty: Infinite Warfare                  | Уиллард Уайлер            |
| 2016—2017 | с  | Готэм                                    | Gotham                                          | Элайджа ван Дал           |
| 2017      | ки | —                                        | Minecraft: Story Mode — Season Two              | Айвор                     |
| 2017—2018 | мс | Вольтрон: Легендарный защитник           | Voltron: Legendary Defender                     | владелец магазина         |
| 2018—2019 | с  | Легенды завтрашнего дня                  | Legends of Tomorrow                             | Диббак                    |
| 2019      | с  | Чем мы заняты в тени                     | What We Do in the Shadows                       | Пол                       |